# Calificación energética de viviendas
Una calificación energética para viviendas es una medida de cuan energéticamente eficiente es una casa, utilizado principalmente en los países desarrollados. La calificación de energía puede ser utilizado tanto para las viviendas existentes o nuevas. Si una vivienda existente posee una calificación energética será más sencillo implementar mejoras para aumentar su eficiencia energética. Los propietarios podrán utilizar el informe para determinar las formas más eficaces en los que puede mejorarse la eficiencia energética. Una vivienda nueva que cuente con calificación energética permite a los compradores comparar la eficiencia energética de los hogares que están estudiando la posibilidad de compra.
En la Unión Europea, la calificación energética de las viviendas, y de los edificios en general, forma parte de la Certificación energética de edificios

## Uso

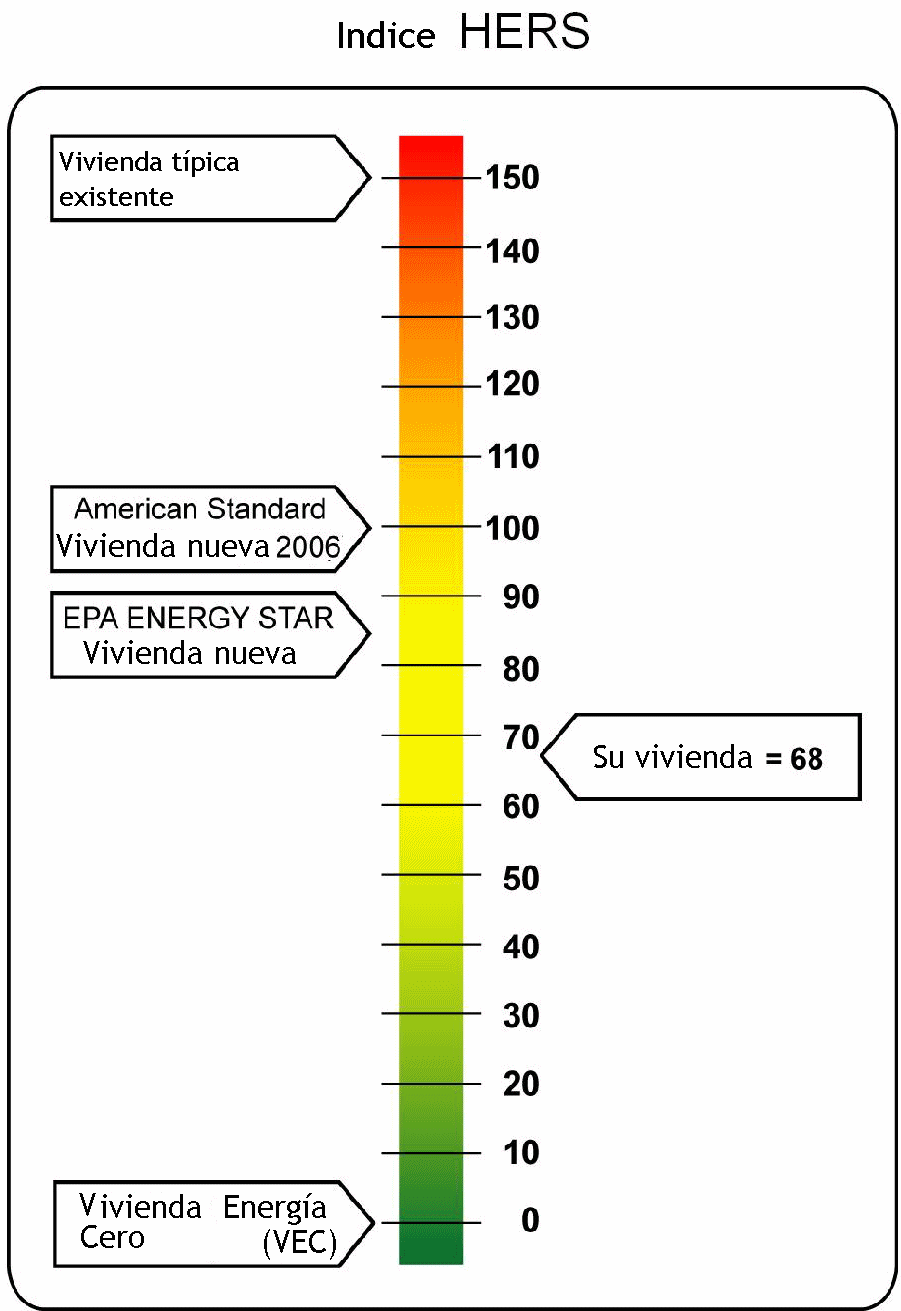
El índice HERS.

Una vivienda con calificación energética puede ser usada para medir la eficiencia energética de esta o estimar la eficiencia de una casa que está siendo construida o mejorada. Cuando una vivienda posee una calificación energética antes de ser construida y ocupada se la denomina Calificación de proyecto. Luego de ser ocupada y pasado un cierto período, usualmente un año, se le realiza una Auditoría energética a fin de conocer los consumos reales de energía. Con esta información se le puede Confirmar la calificación y otorgarle el Certificado energético definitivo.
Desde ya las evaluaciones o auditorías energéticas toman en cuenta las diversas condiciones climáticas de cada ciudad, región o país. Cada país que implementa estas calificaciones cuenta con normativa nacional específica para cada parte del proceso de calificación hasta la obtención del Certificado energético definitivo.
El sábado 13 de abril de 2013 se publicó en el BOE el Real Decreto 235/2013, de 5 de abril, por el que se aprueba el procedimiento básico para la certificación de la eficiencia energética de los edificios, que obliga a toda vivienda en venta o en alquiler a disponer de dicho certificado de calificación energética a partir del 1 de junio de 2013. Además se establecen sanciones para aquellos propietarios que incumplan esta normativa. Estas sanciones se refieren a la venta o alquiler de un inmueble sin el correspondiente certificado y se categorizan en función de la gravedad de la falta: leves (con multas que oscilan entre los 300 y 600 euros), graves (con sanciones entre 601 a 1000 euros) y muy graves (desde 1001 hasta 6000 euros).

## Índice HERS
El índice HERS de los Estados Unidos, es un índice relativo de energía que posee un máximo de 100 cuando se corresponde al estándar de la "American Standard Building" y un índice de 0 (cero) cuando el edificio no consume energía de la red. En este caso se lo conoce como Edificio energía cero.
En EE. UU. cuando se desea obtener un préstamo hipotecario para adquirir una vivienda esta debe contar con una certificación "Etiqueta blanca" o “White Tags” para los inversores financieros. Esto es una exigencia del gobierno de los EE. UU. Para la verificación del rendimiento energético para la construcción en los EE. UU. se cuenta con programas como el "Energy Star" de la Agencia de Protección Ambiental (EPA) apoyado por el Departamento de Energía.

## Validez y Escala de Calificación
El certificado energético tiene una validez de diez años, reduciéndose a cinco en caso de recibir una calificación tipo G, la cual indica una eficiencia muy baja. La escala de calificación va desde la A, que indica la mayor eficiencia energética, hasta la G, la menos eficiente.